# Dordura tincta
Dordura tincta là một loài bướm đêm trong họ Noctuidae.